# Sac vocal

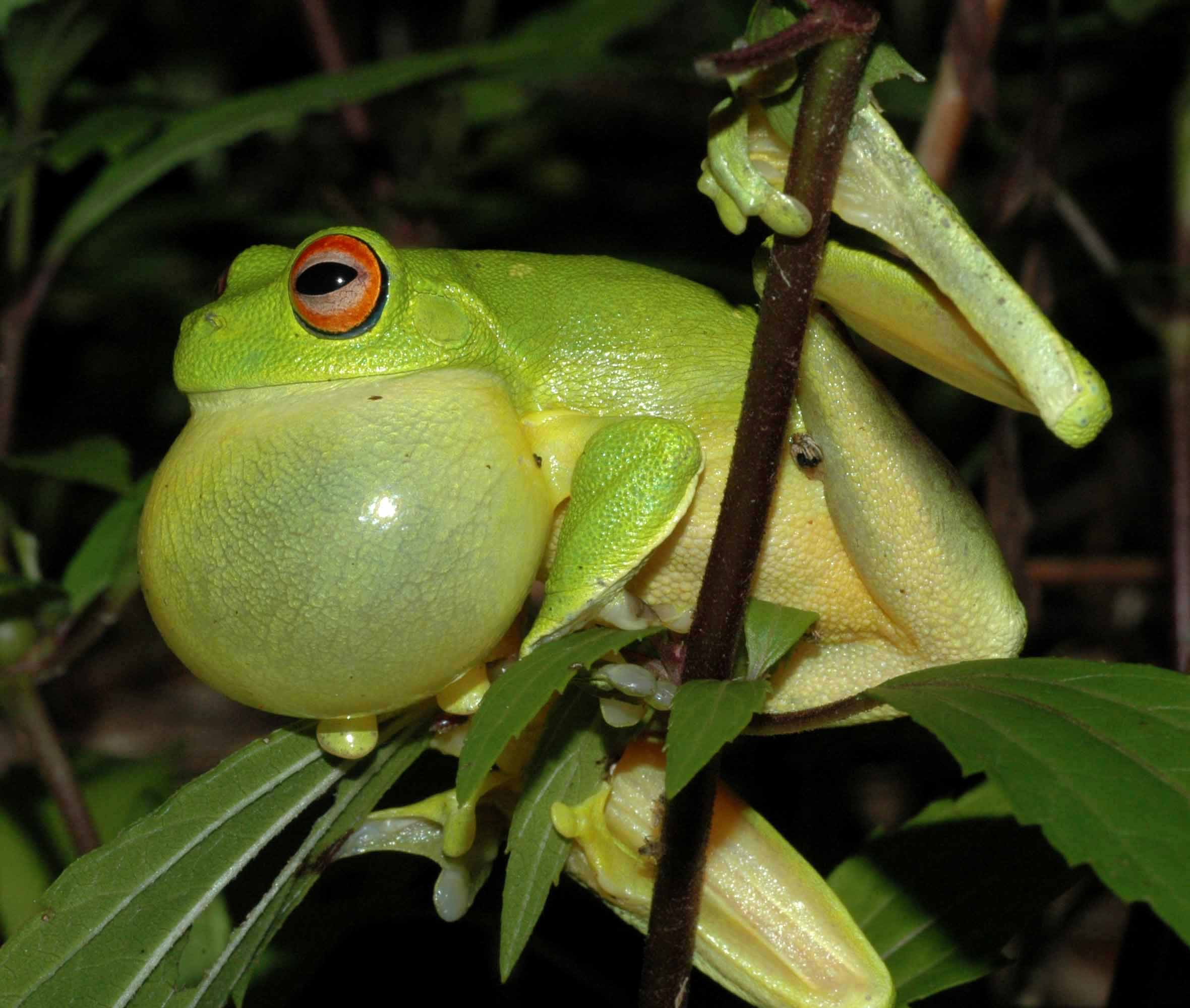
Sac vocal (Litoria chloris).

Le sac vocal est une évagination du plancher buccal, destinée à amplifier les sons par la formation d'une caisse de résonance. Cet organe constitué de la membrane souple de peau extensible est présent chez les mâles de la plupart des anoures mâles, c'est-à-dire les mâles des espèces de grenouilles et de crapauds et chez les mâles de certaines espèces d'oiseaux comme le Tétras des armoises. D'ailleurs le nom du genre Tympanuchus, incluant des espèces de tétras, est construit à partir de la racine du grec ancien pour tambour (grec ancien τύμπανον [tumpanon] ).
Le son émis a pour but d'attirer une partenaire pour s'accoupler.
La présence ou le développement du sac vocal est un moyen de déterminer aisément le sexe chez de nombreuses espèces.
Il s'agit d'un exemple de convergence évolutive.